# Wharram Percy

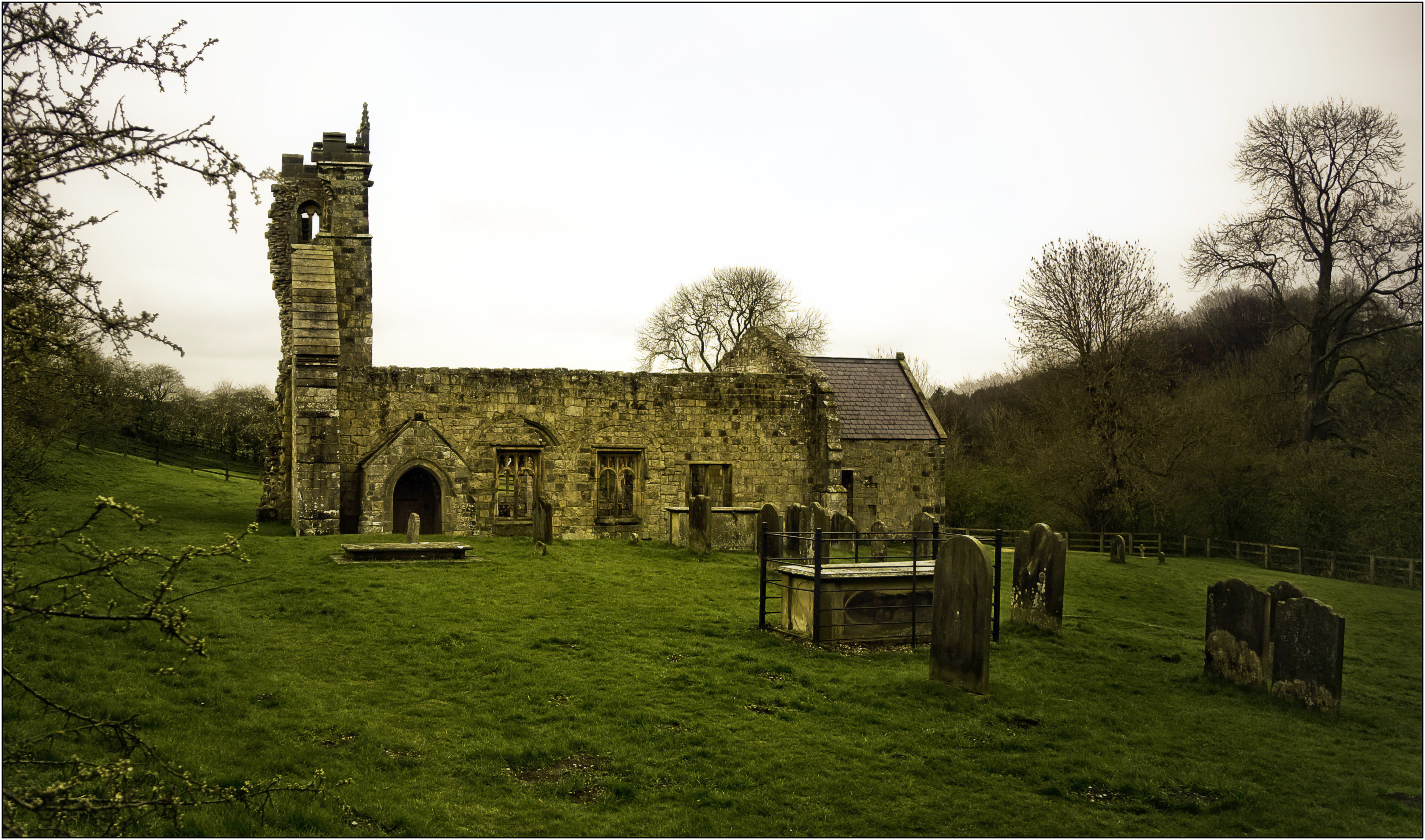
St Martin

Wharram Percy is de locatie van een verlaten middeleeuws dorpje in een kleine vallei in de Yorkshire Wolds in het noordoosten van Engeland. De locatie ligt op ongeveer anderhalve kilometer ten zuiden van Wharram le Street en is aangegeven door middel van borden vanaf de B1248, de weg van Beverley naar Malton.
Wharram Percy is waarschijnlijk het bekendste ‘verlaten middeleeuwse dorp’ in Engeland, hoewel er verschillende anderen zijn die in een vergelijkbaar goede staat verkeren. Het dorp werd in 1948 ontdekt met behulp van luchtfotografie door de Engelse historicus professor Maurice W. Beresford (1920-2005), van de Universiteit van Leeds. Beresford wordt in Engeland gezien als de pionier op het gebied van het onderzoek van verlaten middeleeuwse dorpen. In Engeland zijn ondertussen ongeveer drieduizend van dit soort dorpen ontdekt.
De reden voor de bekendheid van Wharram Percy heeft te maken met het feit dat het in de periode van 1950 tot 1990 iedere zomer werd onderzocht door teams van archeologen, historici en zelfs botanici. In 41 seizoenen van zo’n drie weken per jaar was Wharram Percy het toneel van een bonte verzameling van soms meer dat honderd studenten, onderzoekers en vrijwilligers uit de hele wereld. Het Nederlands contingent bestond voornamelijk uit vrijwilligers, veelal studenten archeologie, van de Nederlandse Jeugdbond voor Geschiedenis (NJBG).
De organisatie van het Wharram Percy Research Project was in handen van archeoloog Dr. John Hurst (1928-2003). Hurst werkte voor de Monumenten inspectie van het Engelse ministerie voor Milieu en Monumentenzorg (Department of the Environment, Heritage & Local Government) en was een autoriteit op het gebied van het vasteland naar Engeland geïmporteerd middeleeuws aardewerk.
Wharram Percy kent een lange geschiedenis. Bij opgravingen werden onder andere sporen van Romeinse-Britse bebouwing aangetroffen. Onderzoek toont aan dat het dorp ook in de daarop volgende eeuwen bewoond is geweest. Aan het einde van de veertiende eeuw bestond het dorp uit ongeveer 30 huizen. Het dorp van Wharram Percy werd begin zestiende eeuw verlaten. Als gevolg van veranderende graanprijzen en lonen in gaven landeigenaren de voorkeur aan de veeteelt, met name de schaaphouderij, over de traditionele landbouw. Het laatste geschreven document dat betrekking heeft op haar bewoners is uit 1517 toen voorbereidingen werden getroffen om de landeigenaar aan te klagen voor het uitzetten van vier families om ruimte te maken voor een schaaphouderij.
Wharram Percy is tegenwoordig onder beheer van de Engelse monumentenzorg, English Heritage. Hoewel alleen de vervallen kerk van Sint Martin eenvoudig herkenbaar in het landschap slaat zijn de omtrekken van een groot aantal van de voormalige gebouwen van het dorp in de omgeving gemarkeerd.
Lange afstand wandelroutes zoals de Yorkshire Wolds Way en de Pennine Way passeren het dorp aan de oostzijde.